# Svatava (jméno)
Svatava je ženské křestní jméno. Podle českého kalendáře má svátek 11. května, stejně jako příbuzné jméno Svatoslava. Další příbuzné jméno Svatomíra může slavit jmeniny 6. března dle starších kalendářů.
Svatava je jméno slovanského původu. Jméno je buď odvozeno od praslovanského svet (silný), nebo ze svat a ava, což znamená silou slavná.

## Domácké podoby
Svatka, Sváťa, Svaťka, Svatěna, Svatuše, Svatuš, Svatuška, Svatěnka, Svatunka aj.

## Statistické údaje
Následující tabulka uvádí četnost jména v ČR a pořadí mezi ženskými jmény ve srovnání dvou roků, pro které jsou dostupné údaje MV ČR – lze z ní tedy vysledovat trend v užívání tohoto jména:
| Rok  | Četnost | Pořadí |
| 1999 | 4911    | 113.   |
| 2002 | 4863    | 116.   |
| 2016 | 4291    | 230.   |

Změna procentního zastoupení tohoto jména mezi žijícími ženami v ČR (tj. procentní změna se započítáním celkového úbytku žen v ČR za sledované tři roky) je -0,2%.

## Známé nositelky jména
- Svatava Polská (1046/1048 – 1126) – polská kněžna, česká královna, manželka Vratislava II.
- Svatava Dánská – dánská královna
- Sigrid Storråda (slovansky Svatoslava) – královna ze severských ság
- Svatava Antošová – (* 1957) česká básnířka
- Svatava Černá – česká textařka
- Svatava Hubeňáková (1928–2024) – česká herečka
- Svatava Rádková – česká herečka
- Svatava Simonová – česká režisérka